# 細川利祐
細川 利祐（ほそかわ としひろ）は、江戸時代後期の肥後国熊本新田藩の世嗣。通称は釮之助。

## 略歴
9代藩主・細川利用の三男として誕生。
安政4年（1857年）4月6日、父の後に家督を継いだ10代藩主・細川利永の養子となる。後に廃嫡された。代わって、利永実子の利義が嫡子となった。